# Jesús María López-Sanz

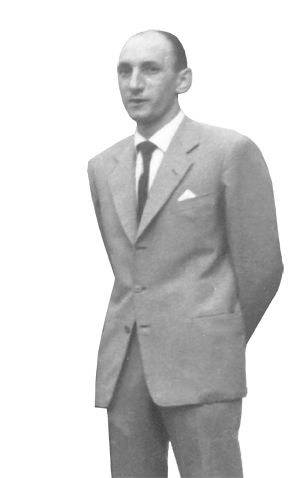

Jesús María López-Sanz Fernández (Pamplona en 1928 - 1980) fue un pediatra  y jugador de balonmano español.

## Biografía
Estudió medicina en Zaragoza y se especializó en pediatría en Madrid. Cuando regresó a trabajar a Pamplona, empezó a promover el deporte del balonmano en Navarra. El doctor era, desde 1946, uno de los fundadores del Club Anaitasuna, y formó y dirigió el primer equipo de balonmano de la sociedad desde sus inicios hasta que estuvo asentado en la División de Honor (máxima categoría nacional). 
A los tres años de su creación, Anaitasuna ya era Campeón de España de su categoría (Bilbao, 1960). Siete años después, fue el primer equipo navarro en alcanzar la élite nacional (ascenso a División de Honor, Pamplona, 1967). Eran tiempos de deporte aficionado, y López-Sanz, como todos, alternaba su actividad profesional con el balonmano, así que muchos de sus jugadores le llamaban 'el doc' o 'el doctor'.
Aquel éxito deportivo  -que una pequeña Pamplona de poco más de 100.000 habitantes tuviera uno de los 12 mejores equipos del país, y diera varios jugadores a la selección española (Hualde, Baquedano e Ibarrola)- dio pie a la construcción del pabellón y facilitó la creación del club polideportivo -antes la sede social estaba en un piso de la calle Mayor-. Pero además convirtió el balonmano, poco antes desconocido, en uno de los deportes más populares en Navarra, que llegó a contar con otros dos equipos (Beti Onakdesde 1972 yArchivado el 30 de enero de 2011 en Wayback Machine. en 1980) en la élite nacional.
A partir de 1969, 'el doctor' se alternó en la dirección del primer equipo con Ángel Hermoso de Mendoza, y paralelamente preparó el Anaitasuna 'B' que llegó a jugar en primera nacional, mientras formaba nuevos entrenadores y supervisaba y fomentaba las categorías inferiores, que aseguraron el relevo y la permanencia en División de Honor durante doce temporadas consecutivas, a pesar de ser un equipo no profesional. López-Sanz dirigió al primer equipo por última vez entre 1975 y 1977, y continuó estudiando y formando nuevos jugadores y técnicos -no sólo en Anaitasuna sino en otros lugares, como el colegio de los jesuitas- hasta su muerte en 1980, tras una operación de corazón. 
Estaba casado con Mercedes Echarren, y tuvo un hijo, Jesús.

## Deporte y Súper 8
Antes de la implantación del video, el doctor se convirtió en pionero del análisis y divulgación deportiva aplicada al deporte gracias a las filmaciones que realizó en películas de super 8, a partir de 1976.
Con aquella cámara, a los 49 años, cogió vacaciones y pagó de su bolsillo un ‘viaje de estudios’: a Austria y Dinamarca, para ver y filmar el mejor balonmano: el Campeonato del Mundo de 1978. Como recuerdan Joshepe Los Arcos y Nati Arangoa, socios de Anaitasuna y acompañantes y colaboradores en aquel viaje, el objetivo de aquellas filmaciones era divulgar mejor en Navarra los nuevos conocimientos adquiridos.

## Pediatra popular
Pero antes que entrenador, y a pesar de su gran dedicación al deporte, el doctor era, sobre todo, médico. Con una población infantil en constante crecimiento (eran los años de la explosión demográfica), los pediatras navarros estaban muy ocupados, y el doctor era uno de los más activos. En el ambulatorio Solchaga primero, y en el de Castillo de Maya después, el cupo de niños visitados por López-Sanz era uno de los mayores. Su consulta privada, en la plaza Merindades, mantenía una intensa actividad.
Su colega y compañero en el ambulatorio, el doctor Julio Oteiza, pediatra y también concejal del Ayuntamiento de Pamplona en la década de 1980, recuerda la frenética actividad de su compañero: “era el que más niños veía”.

## Federación y Selección
La Federación Navarra, presidida por Luis M. Echeverría, le encargó la dirección de la Selección Navarra de Balonmano. También impartió cursos de formación de entrenadores.

## Doctor librero
Lector voraz, en la década de los 60 fundó con su amigo y también deportista Julio Tollar la librería 'Atalaya' en la hoy Avenida de la Baja Navarra.

## Premios
Además de los numerosos campeonatos conquistados por los equipos que entrenaba, la Federación Española de Balonmano le otorgó el título de mejor entrenador de España y la Medalla de plata al Mérito Deportivo (1971) y a su muerte la medalla de oro al mérito deportivo.

## Espíritu social
Quizá más que sus logros deportivos o su compromiso social, que él nunca buscó publicitar, lo que probablemente mejor recuerden quienes le conocieron fueran su escaso apego a cámaras y proyección pública, su entusiasmo contagioso, su generosidad y su desinterés personal. Rehuyó cargos políticos, propuestas académicas o fichajes deportivos y prefirió atender su consulta habitual y entrenar en su club de siempre o formar a nuevos entrenadores, sin recibir ninguna compensación económica. Defendió un balonmano no profesional, basado en los valores del deporte.

## Ciudadano comprometido
Además de médico, deportista y librero, el doctor fue miembro de variadas sociedades deportivas y culturales, divulgador en radio, maestro de médicos y entrenadores...; refractario a honores, premios, popularidad y, sobre todo, dinero, rechazó siempre tanto la publicidad como cualquier ofrecimiento que lo apartase de su ciudad y sus variadas actividades.

## Película ‘el doctor’
Su persistente recuerdo en la memoria de muchos es el punto de partida de 'el doctor', primer largometraje dirigido por su hijo para la productora navarra Coyote Multimedia, financiado con la colaboración del Gobierno de Navarra, con estreno en cine previsto en 2011. 
Casi 100 personas han sido entrevistadas a lo largo de un intenso rodaje que se ha desarrollado en Dinamarca, Suecia, Austria, Italia, Suiza, Francia y España.
Entre ellas se encuentran históricos jugadores del balonmano navarro, como el campeón del mundo Mateo Garralda, los primeros internacionales Jesús Baquedano y Mintxo Ibarrola, pero también muchas otras personas que completan un proyecto singular.

## La Sociedad Anaitasuna, en la calle ‘doctor López-Sanz’
En abril de 2008, el Ayuntamiento de Pamplona dedicó la calle donde se ubica Anaitasuna al doctor López-Sanz, uno de los primeros fundadores de la sociedad en 1946 y máximo responsable de la proyección deportiva nacional que el club consiguió gracias al balonmano, y que tanto favoreció la creación de esas instalaciones, modélicas en su época (1971), y la popularización del balonmano en Navarra.
- Datos: Q5930381